# Villanueva de San Carlos
Villanueva de San Carlos è un comune spagnolo di 435 abitanti situato nella comunità autonoma di Castiglia-La Mancia.